# Theridion macropora
Theridion macropora là một loài nhện trong họ Theridiidae.
Loài này thuộc chi Theridion. Theridion macropora được miêu tả năm 2006 bởi Guo Tang, Chang-Min Yin & Peng.